# Rinderroulade

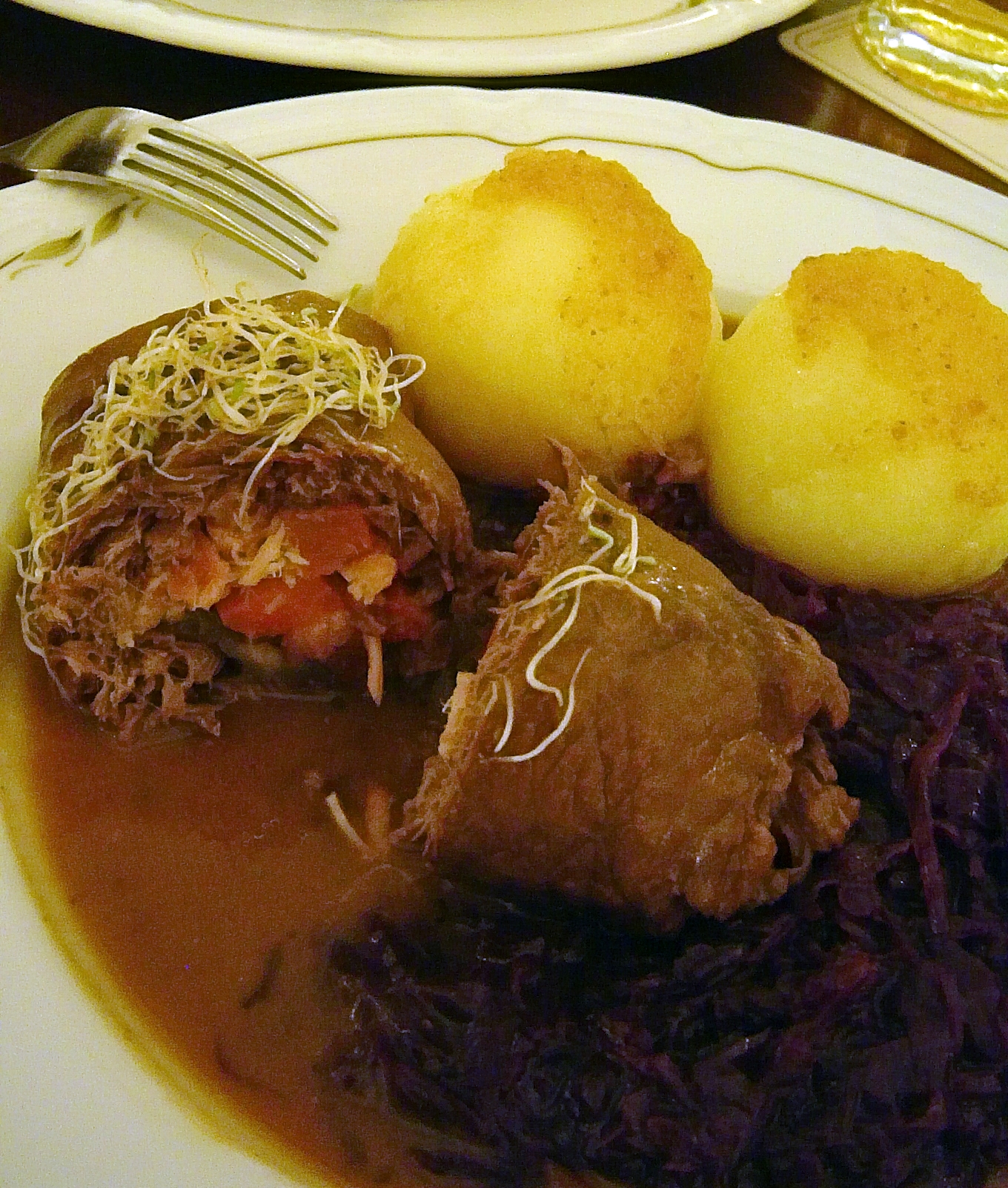
Klassisches Rouladengericht im Auerbachs Keller in Leipzig: „Hausgemachte Rindsroulade, gefüllt mit Karotte, Gewürzgurke, Speck und Kasseler, mit Apfelrotkohl und Kartoffelklößen“

Rinderroulade (bundesdeutsches Hochdeutsch) bzw. Rindsroulade (österreichisches Hochdeutsch) ist ein traditionelles gewickeltes Fleischgericht vor allem in Deutschland, Österreich, Polen und Tschechien. Für die Rouladen werden groß geschnittene Scheiben aus der Rinderkeule, meist aus Oberschale, Unterschale, Dickem Bug, Eckschwanzstück oder Kugel verwendet.
Die Fleischscheiben werden mit Salz, Pfeffer und Senf gewürzt, meist mit Speck, Zwiebeln und saurer Gurke belegt und gerollt. Dann werden die Rollen bridiert, d. h. mit Küchengarn zusammengebunden oder mit Rouladenklammern, Rouladennadeln oder Zahnstochern fixiert und, nachdem sie kurz und heiß angebraten wurden, geschmort. Dadurch ergeben sich der typische Geschmack und eine würzige Sauce.

## Varianten und Beilagen
Mögliche Variationen der Rinderroulade sind abweichende Füllungen, beispielsweise kann zusätzlich Mett beigefügt werden. Anstelle des Specks und der sauren Gurken können auch eine Reis-Gemüsefüllung oder, wie in Österreich, Karotten verwendet werden. In Schwaben wird als Füllung ein hartgekochtes Ei zusammen mit Speck, Senf und Gurke verwendet. Kleine portionsgroße Rinderrouladen heißen im Alpenraum (Österreich, Bayern, Schweiz, Südtirol) auch Fleischvogel bzw. Vogerl oder Vegele, in Tschechien Španělské ptáčky („Spanische Vögel“).
Übliche Beilagen sind sehr regionsabhängig. Wird in manchen Regionen Rotkohl oder auch Sauerkraut dazu serviert, werden in anderen Regionen Salzkartoffeln, Kartoffelpüree, Spätzle, Klöße oder Teigwaren wie Bandnudeln als Beilage angerichtet.
Eine Spezialität der maltesischen Küche sind Bragjoli, in Rotwein gegarte Rindsrouladen, die mit Schinken und Ei gefüllt sind.